# Guido Chiarelli
Guido Chiarelli (Caltanissetta, 24 de setembro de 1902 — Turim, 7 de outubro de 1982) foi um engenheiro  eléctrico italiano.

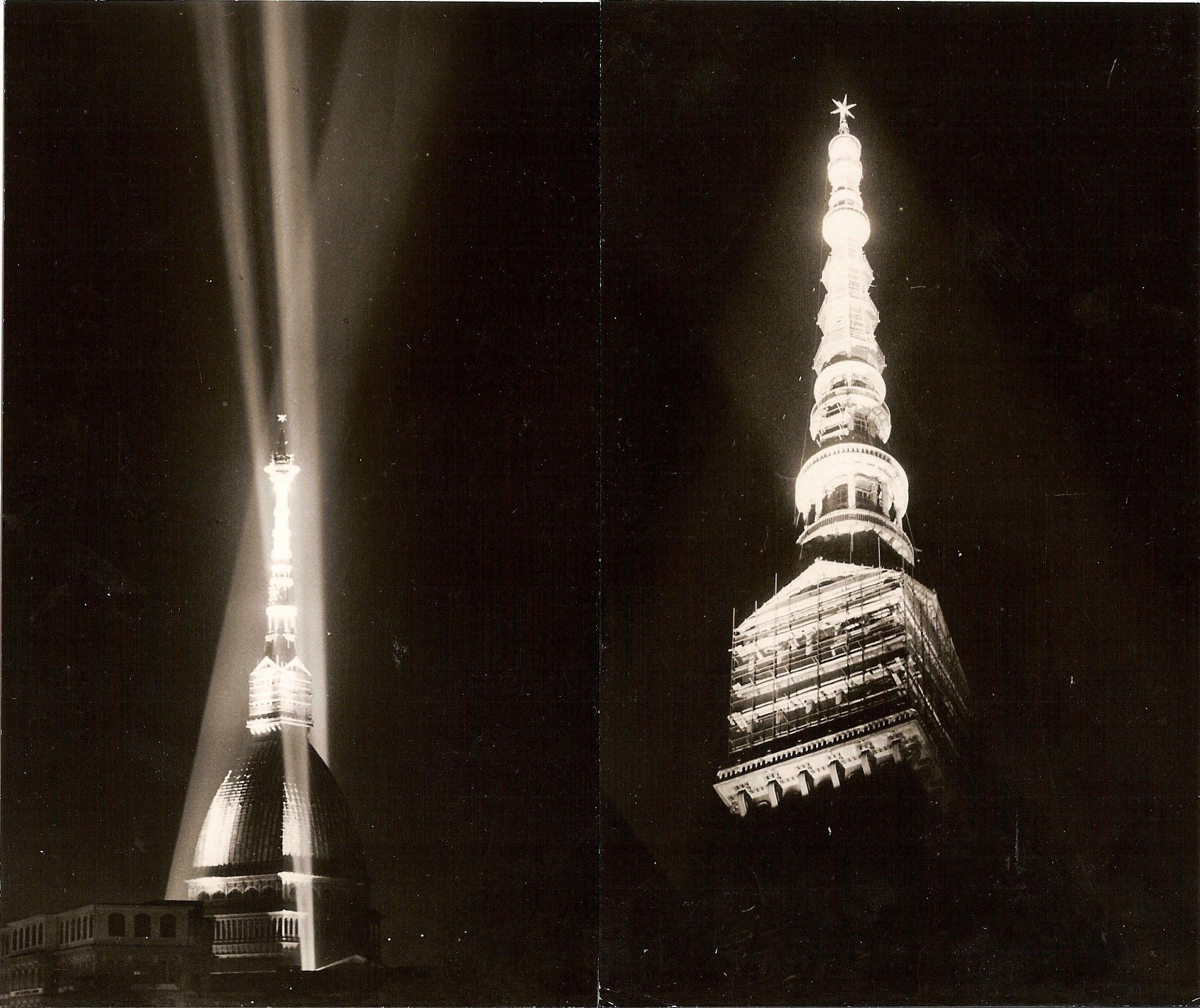
Projeto de Guido Chiarelli para a iluminação da Mole Antonelliana, 1961

Formou-se pela Instituto Politécnico de Turim em 1927. É conhecido por ter projetado vários e inovadores sistemas de iluminação pública.

## Biografia
Guido Chiarelli nasceu a 24 de setembro de 1902 em Caltanissetta. Lá passou sua infância e estudou no Instituto Técnico. Era o mais velho de uma família de quatro filhos e seu pai encorajou-o a tornar-se engenheiro de minas. Iniciou os seus estudos na Universidade de Palermo e terminou-os no Instituto Politécnico de Turim, depois de ter frequentado um curso de Engenharia Elétrica. De 1928 a 1968, trabalhou na Câmara Municipal de Turim, onde pôde pôr em prática as lições aprendidas nos seus cursos de engenharia: foi nomeado Engenheiro Chefe em 1956. Guido Chiarelli morreu em Turim a 7 de Outubro de 1982, aos 80 anos.

## Carreira
Durante sua carreira trabalhou em diferentes áreas, projetando e construindo fiação elétrica, sistemas de aquecimento, transporte de dutos, relógios de rua e semáforos. Na década de 1950, ele também projetou uma coluna de sinalização luminosa para ser posicionada em paradas de bondes. Seu nome, no entanto, está principalmente ligado à iluminação pública de ruas e rodovias para as mudanças que ele fez. No início dos anos 60, os planos de Guido Chiarelli para a iluminação de Turim foram pioneiros e elevaram a iluminação municipal a uma forma apreciada de design que levou a cidade a tornar-se conhecida como a "Ville Lumière" italiana. Em 1961, para as celebrações do centenário da unificação italiana, ele projetou e instalou vários sistemas de iluminação inovadores.. Com as modernas aplicações e criações de Guido Chiarelli, pela primeira vez a iluminação pública teve também um impacto artístico que pode ser visto na iluminação das fontes e do jardim em Parco del Valentino, criado para a Expo 61, que atraiu mais de 4 milhões de visitantes. Em 1961, ele também realizou o projeto de iluminação da Mole Antonelliana, no final do trabalho de reconstrução da torre. Em 1958 obteve o título de Cavaleiro e em 1965 o de Oficial da Ordem de Mérito da República Italiana.

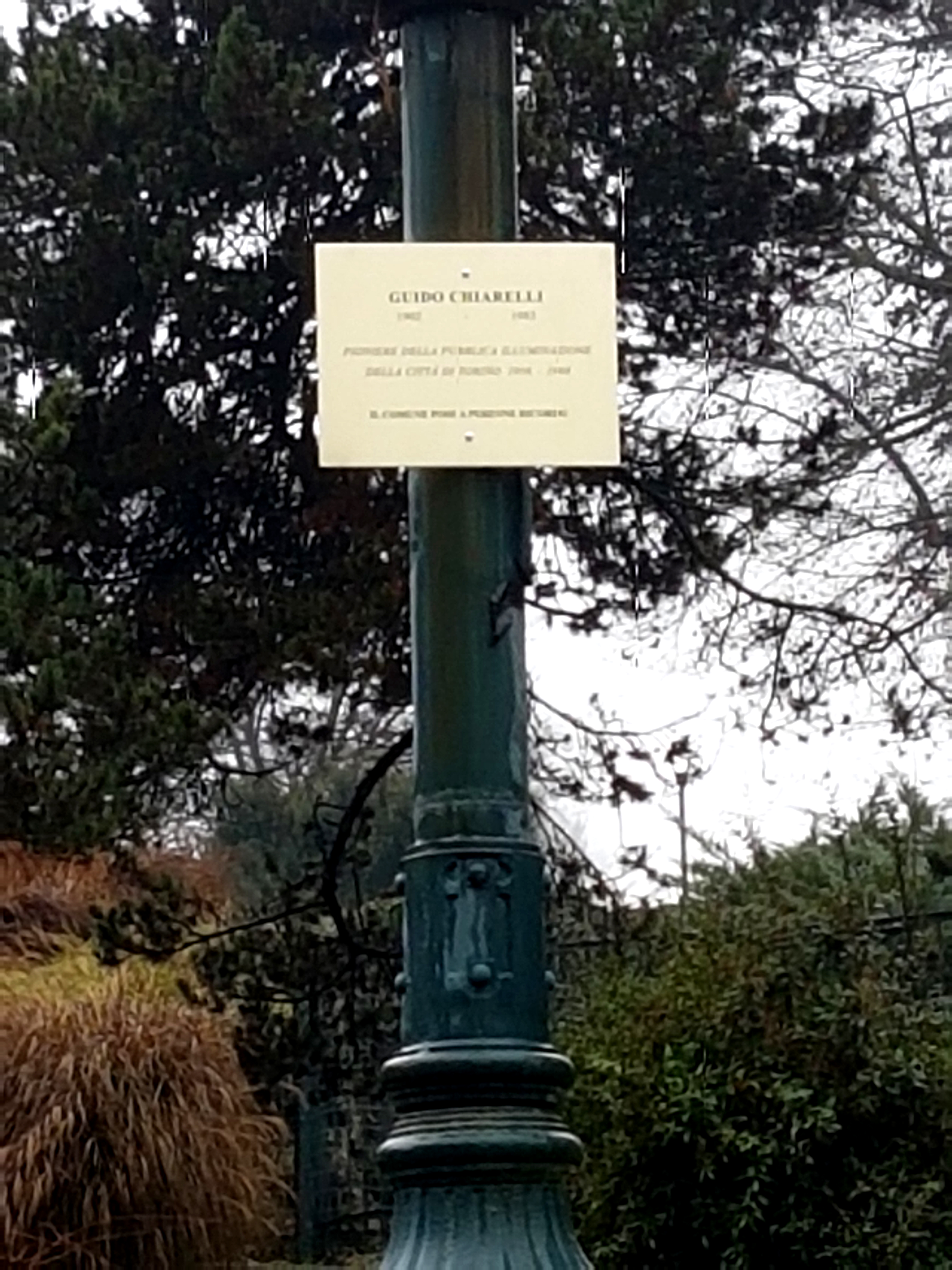
Placa comemorativa colocada no Parque Valentino em 4 de janeiro de 2021

Em 2011, para as celebrações dos 150 anos do Risorgimento, sua obra foi comemorada três vezes em Turim: em junho com cartazes na praça do Palácio Carignano, em 8 de julho na Galeria Lingotto e durante a celebração do dia 24 de julho nas Officine Grandi Riparazioni. No dia 9 de junho de 2012, em Agliè, por ocasião da premiação do concurso literário "Il Meleto di Guido Gozzano", com a leitura da poesia "Um Céu Vespertino", Guido Chiarelli foi homenageado por suas obras de iluminação pública.
Em 3 de julho de 2019, na presença das autoridades da Prefeitura, uma placa comemorativa de Guido Chiarelli foi inaugurada no Parque Valentino.
Em 4 de janeiro de 2021, a filha de Guido Chiarelli, Lidia, participou da inauguração da nova placa na entrada do Rock Garden, no Parque Valentino.

Por ocasião do 120º aniversário do seu nascimento, a grande exposição Luci per la città (Luzes para a Cidade) foi organizada no salão da Villa Amoretti em Turim, envolvendo cerca de setenta artistas.

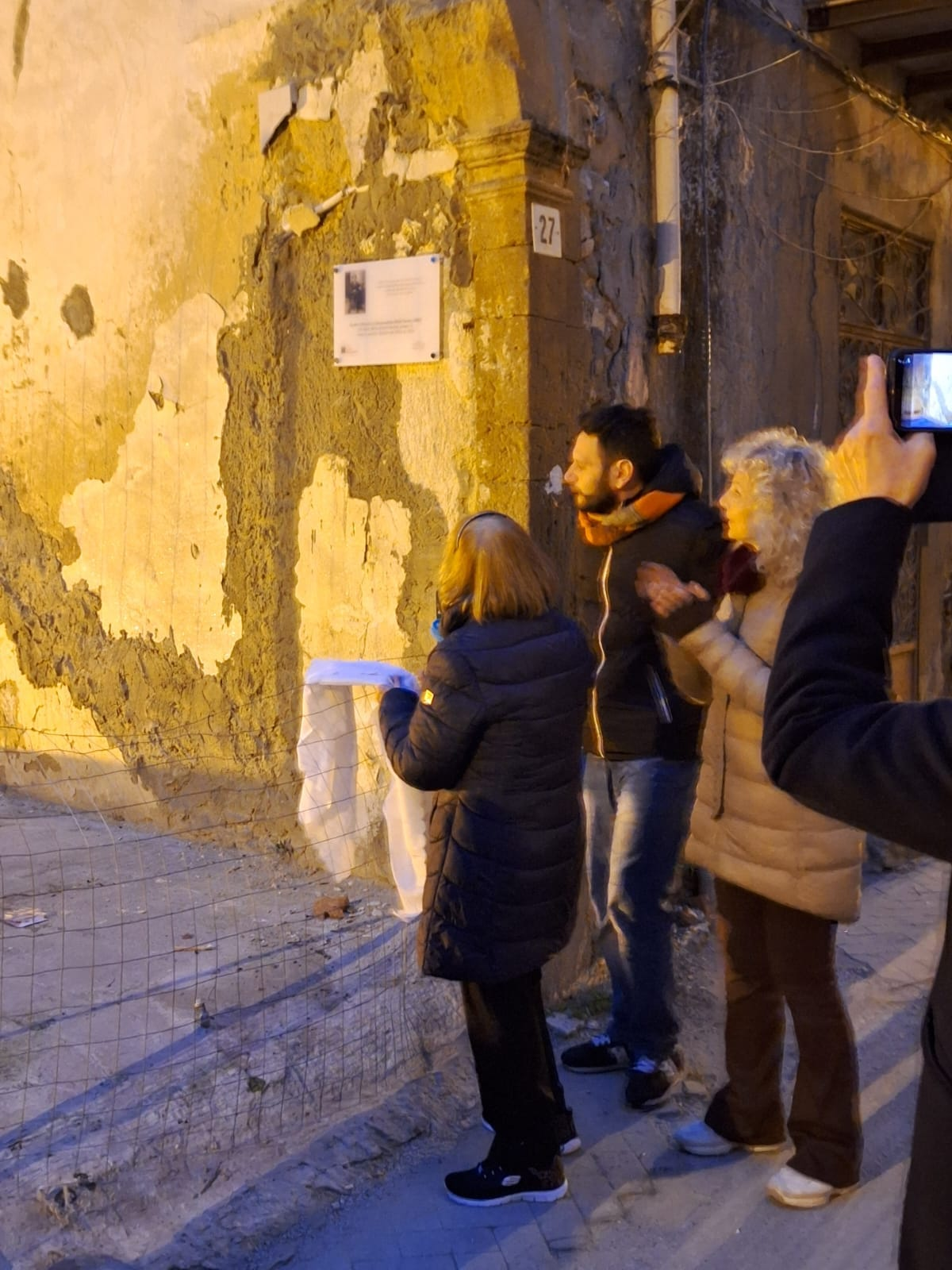
Placa comemorativa descerrada em Caltanissetta a 28 de dezembro de 2023

No dia 28 de dezembro de 2023 foi descerrada uma placa comemorativa em Caltanissetta, na presença do Prof. Enzo Falzone, historiador e estudioso da cidade e das autoridades municipais, em particular os vereadores Cettina Andaloro e Marcello Frangiamone. A pedido de Marco D'Arma, presidente do distrito de Providence, a placa foi colocada na rua Narese, 27, onde Guido Chiarelli viveu até 1922.  

## Honras
- 1965  Oficial - Ordem do Mérito da República Italiana

- 1958  Cavaleiro - Ordem do Mérito da República Italiana

## Obras
- (em italiano) Il trattamento delle spazzature, "Torino" rivista mensile municipale, n. 7, 1931

em linha  
- (em italiano) L'illuminazione pubblica di Torino, "Torino" rivista mensile municipale, n. 6, 1933

em linha 
- (em italiano) La centrale telefonica automatica municipale, "Torino" rivista mensile municipale, n. 11, 1933

em linha 
- (em italiano) La segnalazione automatica degli incendi, "Torino" rivista mensile municipale, n. 11, 1934

em linha  
- (em italiano) Le piastre riflettenti per la segnalazione stradale notturna a riflessione, "L'Industria", n. 5, 1935
- (em italiano) Trazione elettrica ferroviaria per il nuovo mercato ortofrutticolo, "Torino" rivista mensile municipale, n. 12, 1935

em linha 
- (em italiano) Vivide luci sulla città, "Torino" rivista mensile municipale, n. 2, 1936

em linha  
- (em italiano) Illuminazione moderna, "Torino" rivista mensile municipale, n. 2, 1938, p. 55

em linha 
- (em italiano) Torino sotto la luce blu, "Il Fiduciario", luglio-settembre 1939.
- Il trattamento delle spazzature, "Rivista dell'Istituto Nazionale di Urbanistica", n. 2, 1939

em linha 
- (em italiano) L'oscuramento delle luci in caso di guerra, "Torino" rivista mensile municipale, n. 1, 1939[13]

em linha  
- (em italiano) Luci delle città, "Illustrazione d'Italia ", 6 ottobre 1946

em linha 
- (em italiano) Come si fabbrica il gas, "Torino" rivista mensile municipale, n. 2, 1949

em linha 
- (em italiano) Il consumo dell'energia elettrica a Torino nell'ultimo venticinquennio, "Torino" rivista mensile municipale, n. 7, 1951

em linha 